# Cinema Comèdia
El Cinema Comèdia fou una sala de cinema situat a l'antic Palau Marcet, al Passeig de Gràcia 13 i la Gran Via de les Corts Catalanes, 609 de Barcelona. Va tancar les portes el 14 de gener del 2024.

## Història i descripció

### Teatre de la Comèdia (1941-1960)
El 1935, l'empresari Josep Maria Padró, que ja tenia altres sales d'espectacle a Barcelona amb un grup d'accionistes, va projectar la construcció d'un teatre d'alt nivell que servís com a emblema de l'empresa. Es va triar com a ubicació el Palau Marcet, però la Guerra Civil va interrompre el projecte, obra de Josep Rodríguez i Lloveras, que va enderrocar-ne l'interior i va mantenir-ne la façana original. El 1939 es van reprendre les obres, essent inaugurat el 2 d'abril del 1941 amb una gala coreogràfica, El carillón mágico, amb coreografia de Joan Magriñà, que va durar quatre dies i va comptar amb la participació del ballet i l'orquestra del Gran Teatre del Liceu. A continuació, el dia 12, s'hi estrenà Aves y pájaros, obra encarregada a Jacinto Benavente, on el mateix autor va interpretar-ne el pròleg.
El local tenia platea i dos pisos amb llotges i butaques, amb una capacitat total de 1.246 seients, i fins al 1960 s'hi van fer obres principalment contemporànies, d'autors espanyols i estrangers, com: Un soñador para un pueblo, Colombe, Panorama desde el puente, Diálogo de carmelitas, Las brujas de Salem, El diario de Anna Frank, Té y simpatía, La rosa tatuada, Testigo de cargo, La ratonera, El emperador Jones, Los padres terribles, Muerte de un viajante, etc. Hi van actuar actors reconeguts i companyies com els grups independents Teatro Estudio de J.G. Schoeder, Teatro Club d'Antoni de Senillosa i Padró, Thule o Teatro de Cámara.
També s'hi van fer representacions d'òpera, sarsuela i concerts de música. Així, el 1956 va tenir lloc una temporada d'òpera de cambra amb l'estrena a Espanya d'Amahl and the night visitors de Gian Carlo Menotti i les estrenes a Barcelona de Maria Egiziaca d'Ottorino Respighi i Secchi e Sbrelecchi de Mortari. El 2 de març de 1949, Arthur Honegger hi va dirigir algunes de les seves obres amb l'Orquestra de Cambra de Barcelona.

### Cine Comèdia (1960-2024)
El 1960, el teatre es va convertir-se enn cinema amb el nom de Cine Comedia, que va esdevenir un dels principals d'estrena de la ciutat. La primera sessió es va donar el 19 de novembre, projectant-s'hi la pel·lícula mexicana Un grito en la noche.
El 5 de juliol deñ 1983 va ser adaptat per a fer-hi tres sales, i el 1995, el febrer, per a fer-ne fins a cinc. En tots dos casos, es va conservar una sala més gran, que avui té 839 butaques. Les altres en tenen 224 una, i 153 les altres tres, sumant-ne un total de 1.670.